# 互联网电影枪械数据库
互联网电影枪械数据库（英語：Internet Movie Firearms Database，缩写为），或译作互联网电影武器数据库、互联网电影火器数据库 ，是一个在线数据库，收录了电影、电视节目、电子游戏和动画中使用或出现的枪支。作为一个使用MediaWiki运行的维基，它在功能上与为娱乐行业提供服务的互联网电影数据库相似（尽管并不相关）。它包括与演员和一些角色（如詹姆斯·邦德）有关的文章，列出了他们在电影中与之相关的特定枪支。网站中还集成了一个类似于维基共享资源的图像托管部分，其中包括枪支照片、制造商标志、截图和相关艺术作品。该数据库曾被全国步枪协会的《美国步枪手》和《真正西部》等杂志以及户外频道的《美国射击》等杂志形式的电视节目引用过。

## 历史
IMFDb于2007年5月由“Bunni”创建，最初旨在帮助识别好莱坞电影中枪支的使用情况。在成立的前几个月，它只列出了十几部电影，包括《黑客帝国》、《野战排》和《低俗小说》。随着网站的发展，其内容也逐渐增加。2007年6月，该网站开始列出电视节目以及电影相关条目。此后，该网站不断扩展，开始包括视频游戏和动画相关的内容。
截至2012年6月，该数据库已收录超过6,445部电影，1,925部电视节目，686款电子游戏以及423部动画电影及系列。
IMFDb已被内华达州拉斯维加斯数家射击场的所有者作为参考来源。 在听到顾客要求租用电影和视频游戏中使用的特定类型的枪支后，射击场的所有者使用 IMFDb 对相关武器进行研究。

## 禁止事项

### 排除项目
虚构枪械是该数据库中不包含的一类武器。例如，网站贡献者通常不接受作为射弹的激光、等离子体或核粒子、光子等超越当前技术的武器。这类虚构武器通常与电子游戏或动漫有关，但有些电影（尤其是科幻电影）也包含这类武器。在这些情况下，代表其实际枪械或当前枪械未来演变设想的武器会被收录。
由于数据库主要涉及小型武器，因此也不包括洲际弹道导弹等在内的大型破坏性武器。
数据库不支持自制电影。

### 例外情况
上述排除事项的例外情况是：小型武器为虚构，但由现实生活中改装或原装的枪支制成，即使子弹完全是虚构的。 例如《星球大战》电影系列中的爆能枪。该枪械在电影中发射“能量束”，基于英国制造的斯特林冲锋枪改造而来。另一个例子是1999年的电影《飙风战警》，其中使用了一种动力驱动的加特林机枪，尽管这种技术直到1946年才实现，但电影设定的时代中，加特林机枪都是手摇操作的。